# Dansk Generalkonsulat Flensborg
Dansk Generalkonsulat Flensborg blev oprettet som dansk konsulat i 1920 efter den nugældende grænsedragning mod Tyskland og benævnes også Kongelig Dansk Generalkonsulat i Flensborg.
Dette konsulat har en særstilling i forhold til andre danske konsulater, idet hovedopgaven er at støtte det danske mindretal i Sydslesvig. Derved adskiller det sig fra de andre repræsentationer i Tyskland, som er ambassaden i Berlin og generalkonsulaterne i Hamborg og München. Generalkonsulerne har i almindelighed haft et særligt forhold til mindretalspolitiken, inden de indtrådte i embedet.

## Danske konsuler/generalkonsuler i Flensborg
- 1920-32 V. Neergaard-Møller (1881-1932)[3]
- 1932 Paul B. Ryder (konstitueret)
- 1932-40 Lauritz Larsen (1874-1944)[4]
- 1940-45 Birger Dons-Møller (1898-1996)[5]
- 1945-47 Paul B. Ryder (1892-1972)[6]
- 1947-59 Erik H. greve Schack (1889-1973)[7]
- 1959-75 Troels Fink (1912-1999)[8]
- 1976-81 Arne Fog Pedersen (1911-1984)[9]
- 1981-93 Jørgen Peder Hansen (1923-1994)[10]
- 1994-96 Lorenz Rerup (1929-1996)[11]
- 1997-98 Hans Peter Clausen (1928-1998)[12]
- 1998-2017 Henrik Becker-Christensen (1950- )[13]
- 2017-2024 Kim Andersen (1957- )[14][15]
- 2024- Annette Lind (1969- )[16][17][18]